# Симптом Никольского
Симптом Никольского — клинический симптом, характерный для многих кожных заболеваний, проявляющийся отслаиванием эпидермиса при трении по коже или слизистой оболочке.
Этот симптом наблюдается при следующих заболеваниях:
- Обыкновенная пузырчатка
- Ленточная пузырчатка
- Многоформная экссудативная эритема
- Псориаз
- Синдром Лайелла

Первым описал этот симптом в 1896 году российский дерматолог Никольский, Пётр Васильевич.